# Туризм для декадентов
«Туризм для декадентов» (англ. The Decadent Traveller) — роман Медлара Лукана (Medlar Lucan) и Дуриана Грея (Durian Gray). Книга написана под псевдонимами; её реальные авторы — преподаватели литературы в Оксфорде и авторы нескольких книг для детей. Несмотря на сюжетные аналогии с поэмой «Москва-Петушки», книга не претендует на звание настольной и носит более развлекательный характер.

## Сюжет
Парочка достаточно креативных, но несколько отмороженных декадентов, решает совершить кругосветное путешествия, всё время подгоняемое блюстителями нравственности и морали.
В Европе, герои книги посетили Неаполь — детище произведений де Сада и Вергилия, Петербург, где они открывают истину, что Путь к Сердцу декадента-содомита лежит не только через желудок, как они об этом писали в «Поваренной книге Декаданса», но и через анальное отверстие.
В Азии они посетили Токио — город обилия разврата, в Южной Америке — Буэнос-Айрес, в Северной — Новый Орлеан — город разрушений и утонувших надежд — мечты — забавы ради декадента, и в Африке — Каир — город сказки, мечты и аллюзий поколений багдадских сказителей и одного Роберта Ирвина из его романа «Арабский кошмар».
Путешествия заканчивается знакомством одного из героев со своим предком.